# Nicolás el Moro
Nicolás el Moro (en francés: Nicolas le Maure; fl. 1297-1315/1316) fue un caballero francés del Principado de Acaya, señor de Saint-Sauveur, que sirvió como bailío del Principado en nombre de los angevinos de Nápoles entre 1314 y 1315/6.

## Biografía
Nicolás fue el señor del castillo de Saint-Sauveur, un sitio no identificado, quizás idéntico al monasterio del mismo nombre, ubicada a unos 15 kilómetros al este de la Arcadia medieval (Ciparisia) en Mesenia.
Aparece por primera vez en 1297 como uno de los testigos de un acta de transferencia de varios feudos por Isabel de Villehardouin, princesa de Acaya, a su hermana Margarita. Para 1302, ocupó el cargo de capitán de la región de Eskorta y guardián de la Baronía de Kalamata para Matilde de Henao, quien estaba ausente, ya que se estaba casando con Guido II de la Roche, duque de Atenas. En 1302/1303 desempeñó un papel destacado en la represión de los rebeldes griegos de la zona de Skorta, que fueron ayudados por los bizantinos de Mistrá. Después de que los bizantinos fueron rechazados, Nicolás se instaló con una fuerte guarnición en Vervena para salvaguardar el control de los francos.
El 2 de abril de 1309, Nicolás fue uno de los nobles que fueron testigos de los esponsales de Matilde de Henao con Carlos de Tarento, y después de la muerte de Nicolás III de Saint Omer a principios de 1314, le sucedió como gobernador angevino y representante real (bailío) en el Principado. Fue en esta capacidad que arrestó a Margarita de Villehardouin, que mantenía sus pretensiones rivales sobre el Principado contra los angevinos, a su llegada a Port-de-Jonc a principios del verano de 1315. Nicolás la encarceló en el castillo de Chlemoutsi, donde murió en marzo de 1315.
Esto ayudó a provocar la invasión de Acaya por el yerno de Margarita, Fernando de Mallorca, que reclamaba su herencia. Fernando llegó con su ejército a finales de junio de 1315, y aunque su primer intento de desembarcar en Glarentza fue obstruida por Nicolás y las tropas aqueas, un segundo intento tuvo éxito, y los barones aqueos se retiraron a Clemutsi. Durante los siguientes meses, varios barones se pasaron a Fernando, mientras que Nicolás se retiró al sur de Mesenia. Cuando el apoyo angevino y la princesa Matilde de Henao llegaron a finales de 1315 en Port-de-Jonc, fue allí a reunirse con ella y expresarle su lealtad. El primer esfuerzo de Matilde para acabar con Fernando fue derrotado en la batalla de Picotin pero finalmente, después de la llegada de su marido, Luis de Borgoña, en la batalla de Manolada en julio de 1316, Fernando fue derrotado y muerto.
Nada se sabe nada de Nicolás después de finales de 1315. Su hijo, Esteban el Moro, le sucedió, y fue también señor del castillo de Aetos y barón de Arcadia a través de su matrimonio en 1324 con Inés de Aulnay, heredera de la Baronía.